# Cheng Yonghua

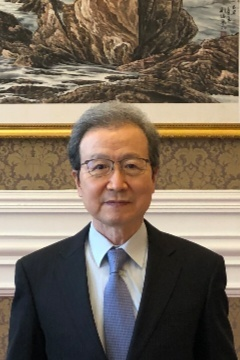
Cheng Yonghua

Cheng Yonghua  (chinesisch: 程永华; * September 1954 in Changchun, Jilin) ist ein ehemaliger Diplomat der Volksrepublik China, der unter anderem von 2006 bis 2008 Botschafter in Malaysia und Singapur, von 2008 bis 2010 Botschafter in Südkorea sowie zuletzt zwischen 2010 und 2019 Botschafter in Japan war.

## Leben
Cheng Yonghua, der zu den Han-Chinesen gehört, war einer der ersten Studenten, die nach der Aufnahme diplomatischer Beziehungen zwischen der Volksrepublik China und Japan ein Studium in Japan absolvierte. Er begann 1973 ein Studium der Fächer Japanische Literatur und Geographie an der Wakō-Universität (Wakō Daigaku), das er zwischen 1975 und 1977 an der Sōka-Universität fortsetzte. Nach Abschluss des Studiums trat er 1977 in den diplomatischen Dienst des Außenministeriums der Volksrepublik China und war zunächst zwischen 1977 und 1983 Attaché an der Botschaft in Japan. Nach seiner Rückkehr nach Peking wurde er 1983 Dritter Sekretär in der Abteilung für asiatische Angelegenheiten des Außenministeriums, in der er zuletzt bis 1989 Zweiter Sekretär war. 1989 kehrte er an die Botschaft in Japan zurück und war anfangs Zweiter Sekretär sowie daraufhin bis 1992 Erster Sekretär. 1992 wechselte er wieder ins Außenministerium und war dort zuerst stellvertretender Referatsleiter sowie daraufhin bia 1996 Leiter eines Referats der  Abteilung für asiatische Angelegenheiten. 1996 wurde er zum Botschaftsrat an die Botschaft in Japan berufen und übernahm anschließend zwischen 2000 und 2003 stellvertretender Generaldirektor der Abteilung für asiatische Angelegenheiten im Außenministerium, ehe er von 2003 bis 2006 Gesandter an der Botschaft in Japan war.
Im August 2006 wurde Cheng als Nachfolger von Wang Chungui außerordentlicher und bevollmächtigter Botschafter in Malaysia und bekleidete diesen Posten bis August 2008, woraufhin Liu Jian seine Nachfolge antrat. Zugleich war er zwischen August 2006 und August 2008 als Botschafter in Singapur akkreditiert. Im Anschluss löste er im Oktober 2008 Ning Fukui als Botschafter in Südkorea ab und verblieb in dieser Funktion bis März 2010, woraufhin Zhang Xinsen seine dortige Nachfolge antrat. Zuletzt übernahm er im März 2010 von Cui Tiankai das Amt als außerordentlicher und bevollmächtigter Botschafter in Japan und behielt dieses bis zum 19. Mai 2019. Während seiner neunjährigen Amtszeit waren in Japan die Premierminister Naoto Kan, Yoshihiko Noda sowie Shinzō Abe im Amt. Bevor er sein Amt niederlegte, traf er sich mit dem japanischen Kaiser Naruhito und dessen Frau. Dies war das erste Treffen mit einem ausländischen Diplomaten, nachdem Naruhito den Thron bestiegen hatte. Sein Nachfolger als Botschafter in Japan wurde im Mai 2019 Kong Xuanyou.

## Weblink
- Chen Yonghua. In: China Vitae. (englisch).